# Rudnea, Sosnîțea
Rudnea (în ucraineană Рудня) este un sat în comuna Kozleanîci din raionul Sosnîțea, regiunea Cernihiv, Ucraina.

## Demografie
Componența lingvistică a localității Rudnea
     Ucraineană (98,85%)
     Rusă (1,15%)
Conform recensământului din 2001, majoritatea populației localității Rudnea era vorbitoare de ucraineană (98,85%), existând în minoritate și vorbitori de rusă (1,15%).